# Jan Studlar

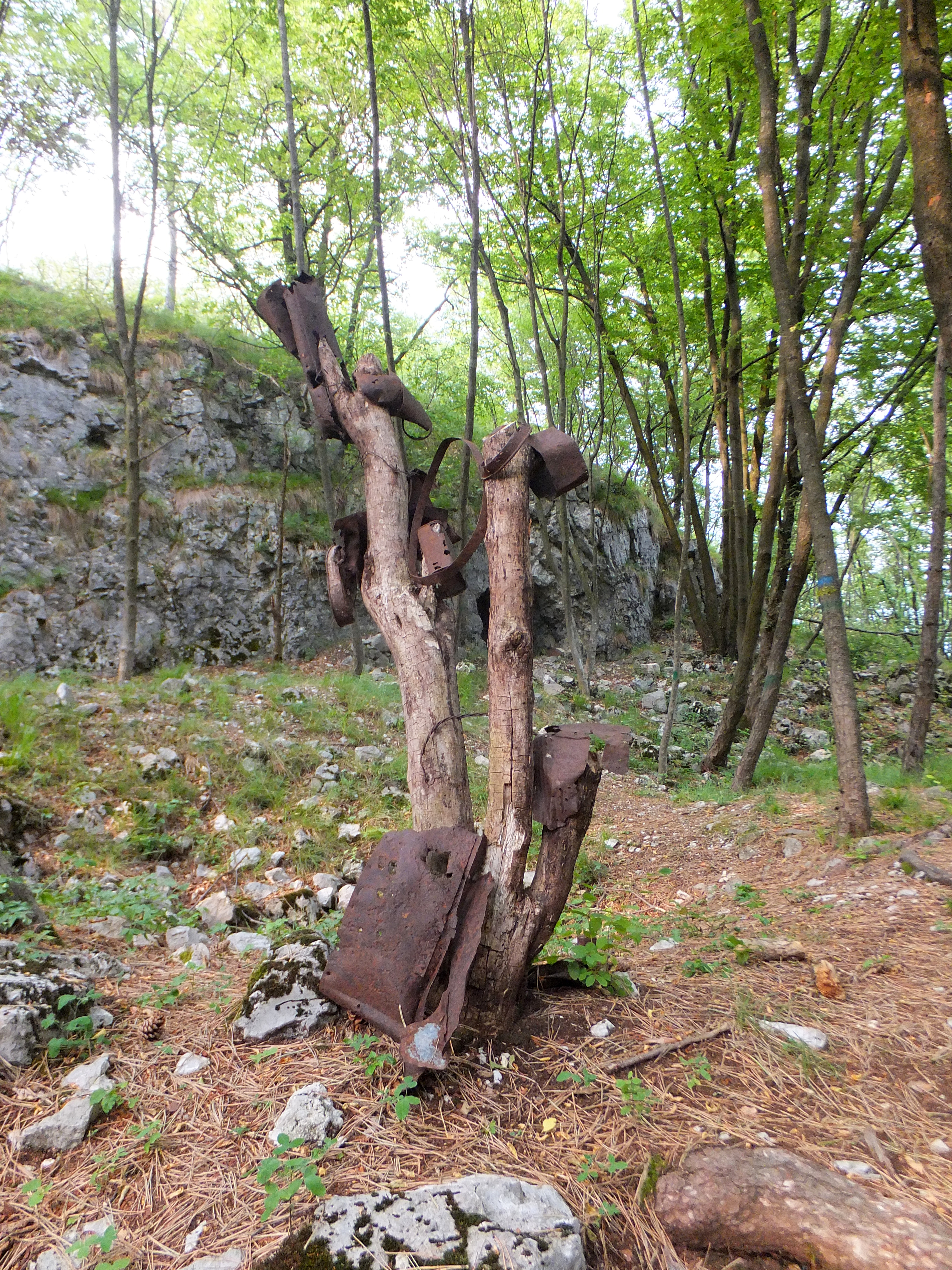
Zbytky vojenského materiálu z první světové války pod vrcholem hory Doss Alto di Nago

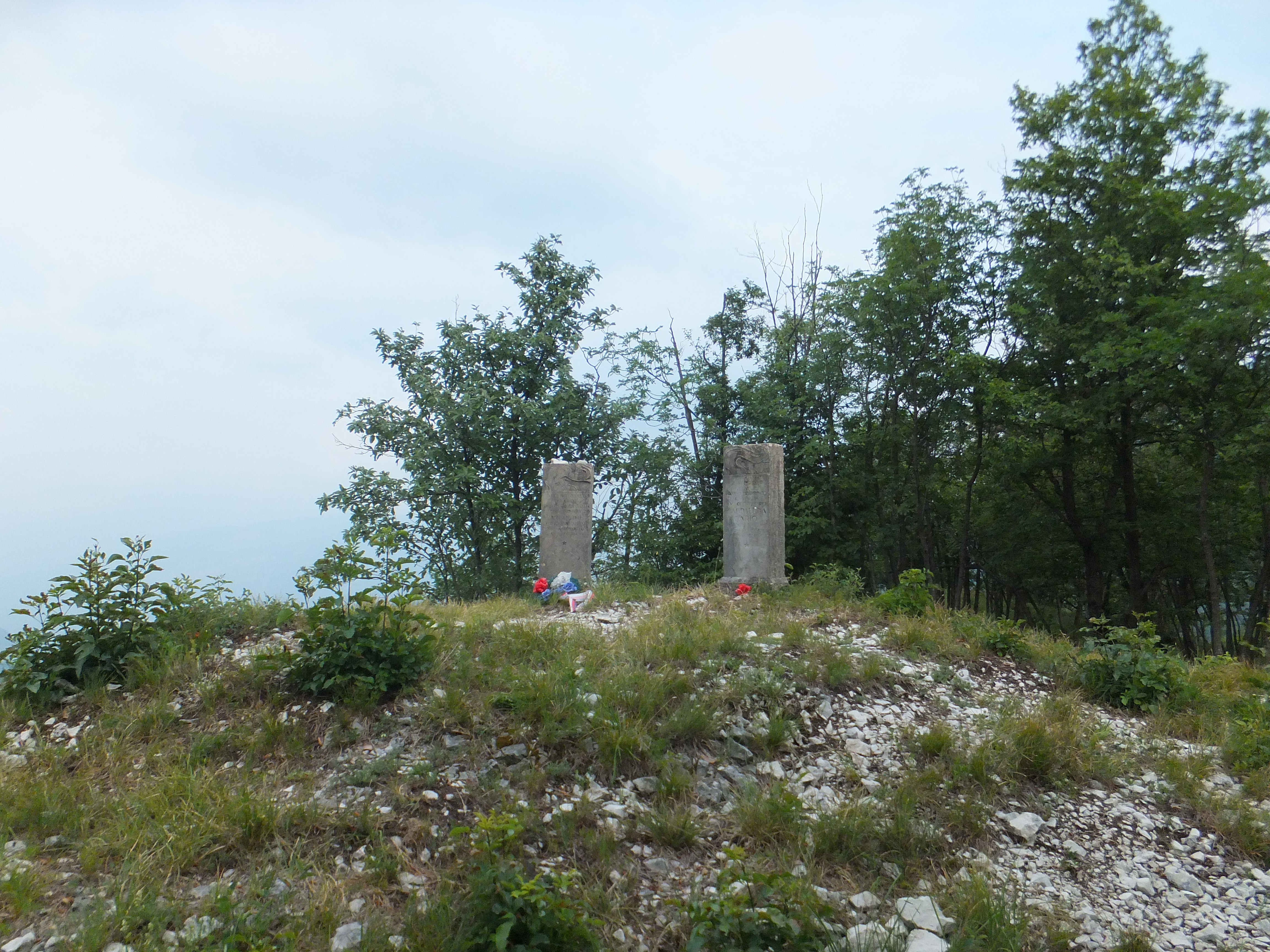
Pomníčky na vrcholu hory Doss Alto di Nago

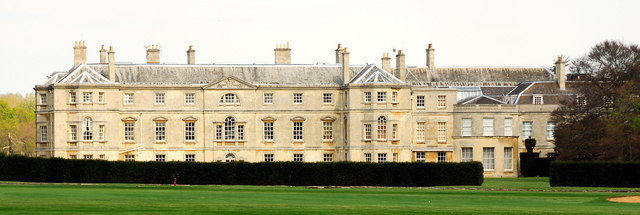
Milton Hall, Cambridgeshire, Anglie

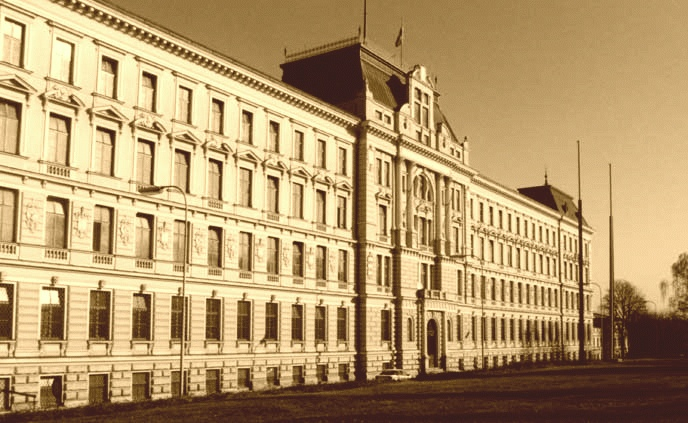
Budova Vysoké školy válečné v Praze

Znak Vojenského historického ústavu Praha (VHÚ)

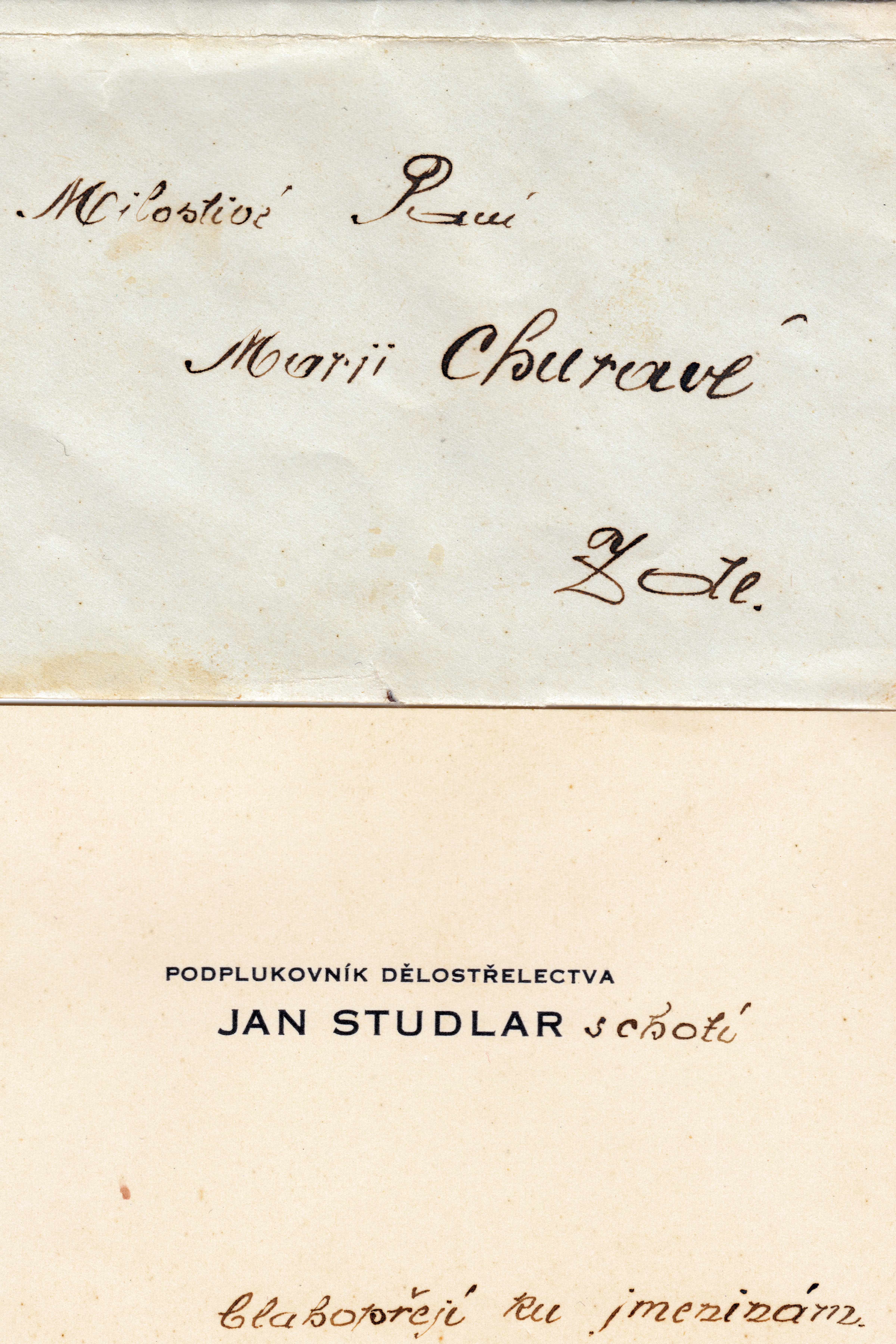
Obálka blahopřání s vizitkou Jana Studlara v hodnosti podplukovníka dělostřelectva

Jan Studlar (4. května 1896, Čichtice u Bavorova – 17. července 1969, New York) byl příslušníkem československých legií v Itálii, prvorepublikovým důstojníkem československé armády a po obsazení Čech a Moravy Hitlerem aktivním účastníkem domácího protiněmeckého odboje. Později během druhé světové války působil v zahraničním odboji (Francie, Velká Británie, SSSR, severní Afrika, jugoslávské partyzánské oddíly). (Používal krycí jméno Jan Husinecký.) Po skončení druhé světové války a návratu do Československa přednášel na Vysoké škole válečné v Praze, kde byl povýšen do hodnosti brigádního generála. V roce 1949 jej komunistický režim zbavil hodnosti a skoro rok věznil. Po ilegálním opuštění republiky žil spolu s manželkou Irmou v Rakousku, SRN a v USA.

## Stručný životopis
Jan Studlar byl za první světové války spoluzakladatelem a organizátorem československých legií v Itálii. V období první republiky sloužil u dělostřelectva v Českých Budějovicích spolu s podplukovníkem Josefem Mašínem. Za protektorátu se zapojil do domácího odboje v rámci Obrany národa. Již v březnu 1939 spolupracoval s podplukovníkem Josefem Mašínem na ukrývání zbraní a výbušnin a na budování zpravodajské struktury Obrany národa. Do práce tajné (tzv. exportní) skupiny na francouzském konzulátě v Budapešti se zapojil po svém odchodu z protektorátu v prosinci 1939. Po rozkrytí této skupiny včas unikl do Francie, kde v Sigeanu převzal velení nad 1. dělostřeleckým oddílem. Po zabrání Francie Hitlerem odplul transportem do Velké Británie. Odtud byl převelen v roce 1943 do SSSR jako velitel dělostřelectva 1. československé samostatné brigády, s níž se zúčastnil bojů o Bílou Cerekev (31. prosince 1943 až 2. ledna 1944) a Žaškov (17. ledna 1944 až 31. ledna 1944). Z rozhodnutí NKVD byl v roce 1944 vyhoštěn ze SSSR a poté působil jako učitel na britském dělostřeleckém učilišti v Egyptě, následně byl ustanoven náčelníkem československé vojenské mise při partyzánském hlavním štábu Slovenie v Jugoslávii. Do osvobozeného Československa se Jan Studlar vrátil v květnu roku 1945. Působil stále v československé armádě, ale od 1. února 1949 byl (jako politicky nespolehlivý) dán do výslužby a krátce nato byl zatčen. Státní soud v Praze jej dne 23. dubna 1949 odsoudil k deseti měsícům těžkého žaláře a zároveň byl degradován z generálské hodnosti do hodnosti vojína v záloze. Po odpykání výkonu trestu a propuštění na svobodu se mu (šťastnou shodou okolností) podařilo i s manželkou Irmou uprchnout z Československa. Nakonec zakotvil v USA, kde se živil jako geometr. Zemřel 17. července 1969 v New Yorku.

## Podrobný životopis

### Rodina a studia
Jan Studlar se narodil 4. května 1896 v Čichticích u Bavorova do rodiny Josefa Studlara a Rozálie Studlarové (rozené Vavrýnové). Na jaře roku 1914 odmaturoval na reálné škole v Českých Budějovicích a poté v Praze (v Resslově ulici) nastoupil na českou obchodní akademii jako posluchač abiturientského kursu.

### První světová válka
V dubnu 1915 byl odveden a odeslán na Balkán do první světové války. Již v říjnu 1915 byl převelen k c. a k. bosensko-hercegovskému polnímu mysliveckému praporu číslo 3 a s ním pak nasazen (jako jednoroční dobrovolník) na italskou frontu. Tady byl dne 8. července 1916 raněn a zajat, ale ze zranění se vyléčil a zapojil se do organizování československých legií v Itálii. U výzvědného oddílu 3. italské armády působil od dubna roku 1918. V polovině července 1918 byl převelen k 31. československému střeleckému pluku v jehož řadách se účastnil tuhých bojů na Doss Alto. Vyznamenání za statečnost bylo doprovázeno (15. října 1918) i povýšením do hodnosti poručíka. Zpět do Československa se vrátil 24. prosince 1918 v hodnosti nadporučíka.

### První republika
Krátce po návratu do vlasti byl přeložen do Košic, kde v rámci 35. československého střeleckého pluku bojoval (jako bývalý legionář v roce 1919) na východním Slovensku s Maďary. V době od konce července 1919 do září 1920 vykonával funkci velitele roty u pěšího pluku 28 v Praze. Odtud byl pak přemístěn k hraničářskému praporu 8 v Šahách.
Počátkem února roku 1923 změnil svoji vojenskou odbornost na dělostřelce absolvováním příslušných vojenských kurzů. Poté byl v polovině srpna roku 1924 přidělen k dělostřeleckému pluku 53 v Lipníku nad Bečvou. Během služby v Lipníku nad Bečvou postupně prošel všemi funkcemi od velitele čety až po velitele oddílu. V Lipníku nad Bečvou působil do konce září 1931, ale od října 1931 do dubna roku 1935 sloužil ve funkci velitele oddílu dělostřeleckého pluku 12 v Užhorodu na Podkarpatské Rusi.
K ředitelství opevňovacích prací (ŘOP) v Praze byl Jan Studlar přidělen 26. dubna 1935 a sloužil tu až do 15. března 1939 jako přidělený důstojník dělostřelecké skupiny I. oddělení – taktického ŘOP.

### Protektorát
V rámci ilegální vojenské odbojové organizace Obrana národa (ON) pracoval Jan Studlar jako velitel Krajského velitelství ON Praha venkov-západ. V odboji úzce spolupracoval se svým blízkým přítelem (a jedním z tzv. Tří králů) podplukovníkem Josefem Mašínem; podílel se na ukrývání zbraní a výbušnin a byl rovněž nápomocen při vytváření zpravodajské sítě Ústředního vedení ON. Hrozícímu zatčení ze strany německých bezpečnostních složek (gestapo, sicherheitsdienst) unikl 21. prosince 1939 ilegálním opuštěním Protektorátu Čechy a Morava.

### V zahraničním odboji
Zajišťování finančních prostředků a dokladů pro bezpečný odjezd českých uprchlíků do Jugoslávie se věnoval na francouzském konzulátu v Budapešti v rámci tajné tzv. „exportní“ skupiny. Poté, co byla odhalena jeho identita a činnost skupiny prozrazena, pokračoval do Francie, kde nastoupil službu u Československé vojenské správy v Paříži a kde také začal používat svoje krycí jméno „Jan Husinecký“.
Z Paříže do Agde odjel začátkem března roku 1940 a byl zde zařazen k československému dělostřeleckému pluku 1 v Portelle, kde vykonával nejprve funkci velitele 7. baterie a později pak funkci velitele III. oddílu.
Jako frekventant nastoupil 17. dubna 1940 do francouzského kursu pro velitele oddílů v Mailly. Vývoj situace na frontě přiměl jeho nadřízené, aby jej 24. dubna 1940 převeleli k velitelství 26. francouzské divize. S tímto útvarem se Jan Studlar zapojil do bojů s wehrmachtem v úseku Saarlouis i následujícího ústupu k Metám. Pak se vrátil k 1. československé divizi a společně s ní (po francouzské kapitulaci) byl evakuován do Velké Británie.
Po založení 1. československé smíšené brigády ve Velké Británii sloužil od srpna 1940 u jejího dělostřeleckého oddílu 1. Tady vykonával funkci zástupce velitele až do první poloviny listopadu roku 1942. Pak byl zařazen jako stálý učitel v kursu pro velitele oddílů v Lowestoftu a o něco později se stal profesorem dělostřelectva ve škole v Milton Hallu. U Štábu pro vybudování československé branné moci (ŠVBM) v Londýně pracoval od poloviny května 1943 až do léta 1943, kdy mu MNO umožnilo (na jeho žádost) přeložení na frontu k československým jednotkám působícím v SSSR. Dne 15. září 1943 byl Jan Studlar ve Velké Británii pověřen funkcí velitele transportu do Moskvy. Transport čítal 25 československých důstojníků a po dvou měsících cesty dorazil do Moskvy.
Po příjezdu do SSSR byla Studlarovi přidělena funkce velitele dělostřelectva 1. československé samostatné brigády v Sovětském svazu. S tímto útvarem prošel boji o Bílou Cerekev (31. prosince 1943 až 2. ledna 1944) a Žaškov (17. ledna 1944 až 31. ledna 1944). Počátkem dubna 1944 se stal obětí intrik NKVD a jejích českých spolupracovníků. Byl obviněn z údajné protisovětské agitace a (spolu s dalšími 4 československými důstojníky) vyhoštěn ze SSSR. Jan Studlar pak od začátku července roku 1944 působil jako učitel v britském dělostřeleckém učilišti v El-Naga u Káhiry. Potom (až do konce února 1945) sloužil u různých britských dělostřeleckých útvarů v severní Africe.
Vojenská služba jej nakonec přivedla zpět na Balkán. Tady se stal 1. března 1945 náčelníkem československé vojenské mise při partyzánském hlavním štábu Slovenie v Jugoslávii. Tuto funkci vykonával až do konce druhé světové války. Po skončení druhé světové války dorazil do osvobozené Prahy v květnu roku 1945.

### Po druhé světové válce
V Praze se setkal se svojí manželkou Irmou. (Ta byla za svoji odbojovou činnost během druhé světové války několik let vězněna nacisty.) V době od července 1945 do září 1945 pracoval Jan Studlar ve Vídni ve funkci důstojníka tamního oddělení pro styk se spojeneckými armádami. Po návratu do Prahy přednášel (coby profesor) taktiku dělostřelectva na Vysoké škole válečné. A bylo to zde na Vysoké škole válečné, kde byl profesor Jan Studlar povýšen do hodnosti brigádního generála.
Přednostou vojensko-historického oddělení Vojenského historického ústavu se Jan Studlar stal ke konci listopadu 1947. Byl znám snahou o co nejobjektivnější zpracování dějin našeho II. odboje a také negativním postojem k nastupující komunistické diktatuře. Po Únoru 1948 se stal režimu nepohodlným a na počátku roku 1949 byl přeložen do výslužby. Krátce na to byl zatčen. Dne 23. dubna 1949 pak byl Jan Studlar odsouzen Státním soudem v Praze k deseti měsícům těžkého žaláře a k degradaci na vojína v záloze. Po odpykání trestu se mu šťastnou shodou náhod podařilo (spolu s manželkou Irmou) opustit ilegálně Československo.

### V exilu
S manželkou zakotvil nejprve v Rakousku, poté manželé žili ve Spolkové republice Německo (SRN) a nakonec natrvalo přesídlili do USA. Tady v začátcích svého pobytu pracoval v podřadných zaměstnáních, ale několik let před koncem svého života se v New Yorku obstojně živil jako civilní geometr. Jan Studlar zemřel náhle 17. července 1969 v New Yorku ve věku sedmdesátitří let.

## Po sametové revoluci
Po sametové revoluci (listopad 1989) byl in memoriam rehabilitován a 10. listopadu 1991 mu byla navrácena neoprávněně odejmutá hodnost brigádního generála.

## Dovětek
V pozůstalosti po synech plukovníka Josefa Churavého (1894–1942) byla nalezena obálka blahopřání ke jmeninám jeho manželky paní Marie Churavé (1897–1982). Autorem blahopřání je Jan Studlar (s chotí Irmou). Vnitřek blahopřání obsahuje oficiální vizitku Jana Studlara ještě v hodnosti podplukovníka dělostřelectva. Přání ani vizitka neobsahuje podpis Jana Studlara ani datum. Podle životopisu Jana Studlara pochází přání nejspíše z doby před rokem 1939 nebo z doby krátce po roce 1945.